# Hedögonvivel
Hedögonvivel, Strophosoma fulvicorne, är en skalbaggsart som beskrevs av Margaret Walton 1848. Hedögonvivel ingår i släktet Strophosoma, och familjen vivlar. Enligt den finländska rödlistan är arten sårbar i Finland. Enligt den svenska rödlistan är arten nära hotad i Sverige. Arten förekommer i Götaland, Öland och Svealand. Artens livsmiljö är åsmoskogar.